# Engelsholt 143 (Mönchengladbach)

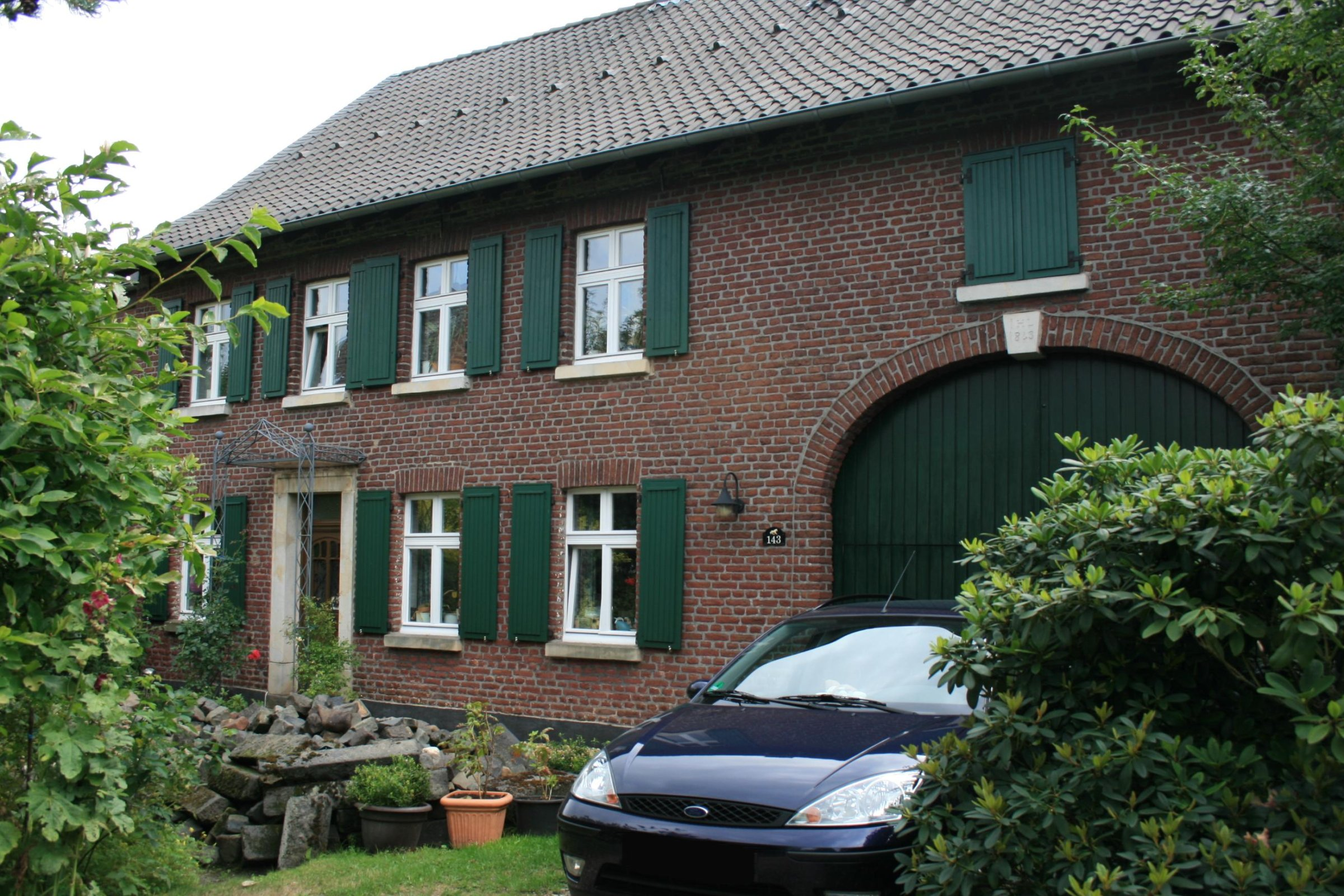
Backstein-Hofanlage (2011)

Die Backsteinhofanlage Engelsholt 143 steht im Stadtteil Holt in Mönchengladbach (Nordrhein-Westfalen).
Das Haus wurde 1812 erbaut. Es ist unter Nr. E 025 am 26. Februar 1991 in die Denkmalliste der Stadt Mönchengladbach eingetragen worden.

## Architektur
Die Backstein-Hofanlage an der Straße Engelsholt ist bereits im Katasterplan von 1812 verzeichnet.

### Wohnhaus
Traufständiges, zweigeschossiges, vierachsiges Wohnhaus unter einem Satteldach mit Hohlpfannen.

### Torhaus
Torhaus in Traufenhöhe an Wohnhaus anschließend. Rundbogige Tordurchfahrt mit Schlussstein datiert auf 1843. Satteldach mit Hohlpfannen. Ort verschiefert.